# Ананьїно (Нижньоломовський район)
Ана́ньїно (рос. Ананьино) — присілок у складі Нижньоломовського району Пензенської області, Росія.
Населення — 3 особи (2010; 10 у 2002).
Національний склад станом на 2002 рік:
- росіяни — 100 %